# Razma
Razma (Afeganistão) é o nome de uma musicista afegã.
Proveniente de uma família de músicos, graduou-se em Música e Artes. Toca um instrumento que é reservado aos homens. Foi uma das 100 mulheres consideradas como as mais influentes de 2021 pela BBC.